# Vlerkina
Vlerkina es un género de foraminífero bentónico normalmente considerado un subgénero de Heterostegina, es decir, Heterostegina (Quasiearlandia) de la familia Nummulitidae, de la superfamilia Nummulitoidea, del suborden Rotaliina y del orden Rotaliida. Su especie tipo es Heterostegina (Vlerkina) borneensis. Su rango cronoestratigráfico abarca desde el Luteciense (Eoceno medio) hasta la Actualidad.

## Clasificación
Vlerkina incluye a las siguientes especies:
- Vlerkina antillea, también considerado como Heterostegina (Vlerkina) antillea
- Vlerkina assilinoides, también considerado como Heterostegina (Vlerkina) assilinoides
- Vlerkina borneensis, también considerado como Heterostegina (Vlerkina) borneensis o como Heterostegina borneensis
- Vlerkina gajensis, también considerado como Heterostegina (Vlerkina) gajensis
- Vlerkina pleurocentralis, también considerado como Heterostegina (Vlerkina) pleurocentralis o como Heterostegina pleurocentralis